# Lan Bale
Lan Bale (Pietermaritzburg, 7 settembre 1969) è un ex tennista sudafricano.

## Carriera
In carriera ha vinto 4 titoli di doppio. Nei tornei del Grande Slam ha ottenuto il suo miglior risultato raggiungendo i quarti di finale di doppio misto all'Open di Francia nel 1994 e di doppio a Wimbledon nel 1994.

## Statistiche

### Doppio

#### Vittorie (4)
| Numero | Anno            | Torneo                                            | Superficie  | Compagno              | Avversari in finale            | Punteggio     |
| 1.     | 5 aprile 1993   | South African Open, Durban                        | Cemento     | Wayne Black           | Johan De Beer Marcos Ondruska  | 7-6, 6-2      |
| 2.     | 16 maggio 1994  | International Tennis Championships, Coral Springs | Terra rossa | Brett Steven          | Ken Flach Stéphane Simian      | 6-3, 7-5      |
| 3.     | 17 ottobre 1994 | Tel Aviv Open, Tel Aviv                           | Cemento     | John-Laffnie de Jager | Jan Apell Jonas Björkman       | 6-7, 6-2, 7-6 |
| 4.     | 6 maggio 1996   | BMW Open, Monaco di Baviera                       | Terra rossa | Stephen Noteboom      | Olivier Delaître Diego Nargiso | 4-6, 7-6, 6-4 |

### Doppio

#### Finali perse (4)
| Numero | Anno            | Torneo                                        | Superficie  | Compagno              | Avversari in finale              | Punteggio |
| 1.     | 3 ottobre 1994  | Swiss Indoors, Basilea                        | Cemento     | John-Laffnie de Jager | Patrick McEnroe Jared Palmer     | 3-6, 6-7  |
| 2.     | 13 luglio 1998  | Swedish Open, Båstad                          | Terra rossa | Piet Norval           | Magnus Gustafsson Magnus Larsson | 4-6, 2-6  |
| 3.     | 10 ottobre 1999 | Campionati Internazionali di Sicilia, Palermo | Terra rossa | Alberto Martín        | Mariano Hood Sebastián Prieto    | 3-6, 1-6  |
| 4.     | 6 marzo 2000    | Movistar Open, Santiago del Cile              | Terra rossa | Piet Norval           | Gustavo Kuerten Antonio Prieto   | 2-6, 4-6  |